# Вельд (фильм)
«Вельд» — фильм-антиутопия советского режиссёра Назима Туляходжаева, снятый в 1987 году по мотивам произведений Рэя Брэдбери.
Фильм создан на основе рассказа «Вельд», в который включены сюжетные линии из других текстов: «Дракон», «Корпорация „Марионетки“», «Пешеход», глава «Марсианин» из «Марсианских хроник» и эпизод смерти полковника Фрилея из «Вина из одуванчиков».

## Сюжет
В огромном мрачном особняке живёт семья Стоунов — Майкл, его жена Линда и дети Питер и Венди. Особого взаимопонимания здесь нет — дети постоянно проводят время в особой электронной комнате, визуализирующей различные картины. Особенно их привлекает сцена охоты африканских львов. Майкл пытается запереть комнату, однако это только усиливает враждебность со стороны детей.
В хижине на берегу моря живут старый рыбак Эрнандо и его слепая жена Кора. Вся суть их жизни заключена в воспоминаниях об умершем сыне Томе. И вот однажды к ним приходит некий мальчик, абсолютно похожий на Тома. Однако идиллия продолжается недолго — к лачуге приезжает особая карантинная команда, которая уничтожает существ, живущих с людьми под видом их умерших близких.
Однако не только пришельцы оказываются жертвами карантинных команд — однажды ночью их встречает Майкл. Его отвозят в старый овраг и там бросают. Едва живой, Стоун набредает на развалины церкви, где встречает Эрнандо. Майкл пытается забрать семью и уехать подальше от этой кошмарной жизни, однако детей это совершенно не прельщает. Они заманивают родителей в детскую, где последние становятся жертвами львов.
Эрнандо, взяв из церкви огромный деревянный крест, пытается пахать дюны. За его работой наблюдает безумец «Ганди»…

## В ролях
- Юрий Беляев — Майкл
- Нелли Пшённая — Линда
- Георгий Гегечкори — Эрнандо
- Тамара Схиртладзе — Кора
- Генрикас Кураускас — полковник Стоун
- Валентинас Масальскис — Дэвид Макклин
- Владас Багдонас — Бартон
- Дарюс Палекас — Питер
- Сигуте Ларионовайте — Венди
- Дарюс Цицинас — Том
- Гитис Падегимас — «Ганди»
- Кристина Андреяускайте — сиделка
- Александра Яковлева — монахиня-марионетка